# Elsa Nordström (grafiker)
Elsa Nordström, född 30 januari 1889 i Stockholm, död 24 maj 1952 i Trieste, var en svensk grafiker.
Hon var dotter till Karl Nordström och Tekla Lindeström samt gift med den italienske konstnären Giulio Toffoli (1883–1973). Nordström fick sin grundläggande utbildning av sina föräldrar och bedrev senare studier i Paris mellan 1913–1921 och självstudier i japansk träsnittskonst. Hon var en av grundarna av Föreningen Original-Träsnitt och medverkade i föreningens utställning i Stockholm 1914, i Wien 1923 och i Bryssel 1928 samt i föreningens 30-årsjubileumsutställning som visades på Nationalmuseum 1942 och i Göteborg 1943. Dessutom medverkade hon i flera utställningar i regi av Föreningen för grafisk konst, bland annat på Konstakademien i Stockholm 1919. Om 1914 års träsnittsutställning skrev Svenska Dagbladets konstkritiker August Brunius att Elsa Nordström förenade teknisk finess med utpräglad personlig stil i ett säkert konstnärskap och att hennes landskapsmotiv särskilt utmärkte sig på avdelningen med svenska konstnärer.  Hon var efter giftermålet huvudsakligen verksam i Italien, där hon och maken var bosatta i Trieste, men hon hämtade i likhet med fadern ofta sina landskapsmotiv från den svenska västkusten, främst Tjörn. Förutom landskapsmotiv består hennes konst av blomsterstilleben utförda i träsnitt som var den konstteknik hon framför allt ägnade sig åt. Nordström-Toffoli finns representerad vid prins Eugens Waldemarsudde, Göteborgs konstmuseum och Moderna museet i Stockholm.  
Efter hennes död skänkte maken Giulio Toffoli 1957 ur hennes kvarlåtenskap en samling om 115 teckningar av svärfadern Karl Nordström till Nationalmuseum i Stockholm som senare flyttades till Moderna museet.